# Максім П'янфетті
Максім П'янфетті (15 березня 1999 , Тарб ) — французький фехтувальник на шаблях, бронзовий призер Олімпійських ігор 2024 року, чемпіон Європейських ігор, призер чемпіонату світу.

## Виступи на Олімпіадах
| Олімпіада  | Дисципліна          | Місце |
| ---------- | ------------------- | ----- |
| Париж 2024 | індивідуальна шабля | 21    |
| Париж 2024 | командна шабля      | 3     |